# United States Northern Command
Lo United States Northern Command (USSNORTHCOM) è uno degli undici centri di comando congiunti del Dipartimento della difesa statunitense. Fondato nel 2002  ha il suo centro di comando presso la Peterson Space Force Base in Colorado.
L'USSNORTHCOM protegge il territorio e gli interessi nazionali degli Stati Uniti all'interno degli Stati Uniti continentali, Porto Rico, Canada, Messico, Bahamas e gli spazi aerei, i territori e le acque prospicienti a queste zone.

## Componenti di servizio
- United States Fleet Forces Command
- United States Army North
- AFNORTH/First Air Force
- United States Marine Forces Command (MARFORCOM)